# CATCH YOUR BEAT!! 〜Cha-DANCE Party Vol.5
『CATCH YOUR BEAT!! 〜Cha-DANCE Party Vol.5』（キャッチ ユア ビート 〜チャ-ダンス パーティー ボリュームファイブ）は、東京パフォーマンスドールの5枚目のオリジナル・アルバム。1992年12月2日リリース。

## 収録曲
1. CATCH!!
  - 作詞：松井五郎 / 作曲：NSR（斉藤成人、岡田慎太郎） / 編曲：NSR　T.Tashiro　MST
2. 雨の日 晴れの日
  - （米光美保）
  - 作詞・作曲・編曲：in Voice
3. Shang,Shang Shang
  - （木原さとみ）

作詞・作曲・編曲：in Voice
4. DESTINO
  - （原宿ジェンヌ・篠原涼子、川村知砂）
  - 作詞：前田たかひろ / 作曲：HAPPO / 編曲：in Voice
5. 十代に罪はない[GUILTY BEAT MIX]
  - 作詞：前田たかひろ / 作曲：小室哲哉 / 編曲：COZY
6. キミはボーイフレンド
  - （八木田麻衣）
  - 作詞：前田たかひろ / 作曲：HAPPO / 編曲：HAPPO、佐藤剛
7. カチンときちゃう！
  - （市井由理）
  - 作詞：大久保孝之 / 作曲：藤木和人 / 編曲：Thousand sketcheS
8. I Want You! [PRETTY BEAT MIX]
  - （穴井夕子）
  - 作詞・作曲・編曲：高橋誠
9. Airport
  - （川村知砂）
  - 作詞・作曲：広瀬隆 / 編曲：Thousand sketcheS
10. 薔薇が眠れるまで
  - （篠原涼子）
  - 作詞：松井五郎 / 作曲・編曲：羽田一郎
11. Saturday Night Fantasy
  - 作詞：松原冴哉・秋山桃花 / 作曲：秋山桃花 / 編曲：Thousand sketcheS / コーラスアレンジ：石塚真美
12. ありがとう
  - 作詞・作曲：山本俊彦 / 編曲：in Voice